# 食官令
食官令（しょくかんれい）は、中国の前漢から金までの時代にあった官職である。食事を用意するのが務めだが、皇后・皇太子などに出す官職と、死者への供え物にする官職があり、勤務先ごとに別々の食官令がいた。なお、皇帝の食事は太官令など他の官職が用意した。

## 概要
もと中国で官庁の名を特に定めることはなかったので、食官令以下の官吏を総称するときは単に食官と呼んでいた。南北朝時代に役所に正式の名を与えるようになると、食官署が設けられ、その長官が食官令となった。次官は食官丞である。食官令とほぼ同じで地位が低い官職に、食官長があった。令・長がないまま食官の職員がいる場合もあった。
勤務先は大きく二つに分かれ、一つは皇帝などの陵墓である。前漢では陵墓の祭祀が重視され、陵ごと別々に食官令が置かれ、食事を供えた。勤務地の名を冠して渭陵食官令などといった。後漢では祭祀対象となる陵の数を減らしたが、なお複数の食官令がいた。さらに後には陵のための食官令は置かれなくなった。
もう一つは食事提供が国家的業務になるほど身分が高い人である。皇太子、皇后、皇太后のほか、皇帝に臣従する諸侯王も対象となりえた。一つの王朝でこれらの食事担当者がみな食官令と呼ばれることはなく、一つが食官令で、他は食官長、あるいは令・長といった長官職なしの食官、あるいは尚食令といった別の名など、地位により官名を変えるのが普通であった。皇太子のための太子食官令は後漢から唐まで多くの王朝にあった。皇后、皇太后には食官令がつく時代とつかない時代があった。諸侯王に食官令はなく、食官長がいる時代があった。

## 秦
史書に現れるのは前漢からだが、前漢は多く秦の制度を引き継いだので、秦にもあった可能性がある。

## 前漢
『漢書』百官公卿表によれば、前漢では皇后に仕える食官令があり、次官として食官丞がついた。皇帝には太官令、皇太子には厨長が食事を用意した。食官令の上司は鴻嘉3年（紀元前13年）まで詹事、それ以降は大長秋である。
陵墓に仕える食官令は、奉常、のち太常に属した。前漢・後漢では、亡くなった皇帝と一部皇族の陵墓で捧げる食事を用意した。正式には、勤務地の名を冠して渭陵食官令などといった。次官として食官丞がついた。
各々の陵墓には他に、廟令、寝令、園令がいて仕事を分担した。前漢では1日4回、亡き皇帝が暮らしているとされる寝（寝殿）に食事を供えた

## 後漢
『続漢書』百官志によれば、後漢には皇太子のための太子食官令があった。秩石600石で、皇太子の飲食をつかさどった。皇后の食事の官については『続漢書』百官志に記載がない。
陵墓に仕える食官令は秩石600石。食官丞が一人で、その秩石は300石。さらに中黄門8人と従官2人がついた。
後漢では陵墓祭祀に関する官が大幅に削られた。寝令が省かれ、廟令と園令の仕事は清掃と警備になった。食官令の仕事は、望（毎月15日の満月の日）、晦（毎月の月末、晦日）とその他季節の祭祀を掌ることと規定された。
食官は、食監とも書いた。

## 晋と南北朝時代
三国時代にあったかはわからない。
晋には太子のための食官令（太子食官令）があった。
続く南朝の宋にも太子の食官令があった。
次の斉に食官令はないが、食事担当の役人としての食官はいた。
梁では、太子のために食官局があって役人がおり、諸侯王の王国に食官長がいたが、食官令はなかった
南朝最後となった陳では、陵廟のために食官長があり、別に食官督もあった。
北朝の北魏には太子食官令があった。
北斉では、太子の家令の下に食官署という役所があり、その長官が食官令であった。皇子が王に封じられたときには、王国の官吏として食官長が設けられた。

## 隋
隋では、皇太子の食事をつかさどる食官署があり、その長官が太史食官令であった。官品は正九品である。次官が太史食官丞で定員は二人であった。
はじめ食官署は太子家令寺という役所に属し、その長官である上司は太子家令といった。煬帝のとき太子家令寺は司府令と改称した。
諸侯王の王と上柱国、柱国公、侯、伯の国には食官長が置かれたが、それより下の子爵、男爵の国にはなかった

## 唐
唐では、皇太子の食事をつかさどる食官署があり、その長官が食官令であった。官品は従八品下。丞が2人いて、従九品下。『旧唐書』によれば、他の職員に掌膳が12人、奉觶が30人いた。『新唐書』によれば、府2人、史4人、掌膳4人、供膳140人、奉觶30人がいた。地位が低い職員の数は改正が多く、新旧の唐書はとる時期が異なるために食い違いをみせるという。
飲膳と酒礼を掌るのが職務である
また別に、親王の国には食官長と食官丞が一人ずつ置かれた。

## 金
金では、皇太后のもとに食官令があり、官品は正八品。正九品の食官丞がついた。

## 食官令の人物
- 馮参 - 前漢、竟寧元年（紀元前33年）渭陵食官令[4]